# H-E-B
Pour les articles homonymes, voir HEB.

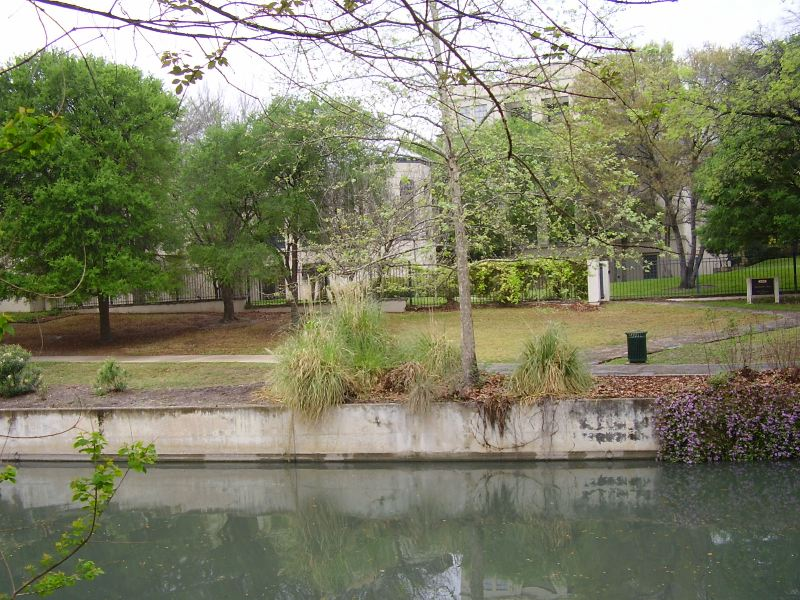
Siège social de H-E-B

H-E-B (de sa dénomination complète HEB Grocery Company, LP), aussi connue sous le nom de H-E-B Grocery Stores, est une enseigne de grande distribution établie à San Antonio au Texas. Elle est composée de plus de 350 points de vente dans cet État ainsi qu'au nord du Mexique,. L'entreprise possède également l'enseigne Central Market, détaillant en produits biologiques haut de gamme et en épicerie fine. En 2013, l'entreprise engendrait un revenu supérieur à 20 milliards de dollars. Au regard de ses revenus de 2010, H-E-B est le vingt-cinquième plus grand distributeur aux États-Unis. L'enseigne se situe en quinzième position sur la liste Forbes des « Plus importantes compagnies américaines » de 2014. En 2008, Supermarket News classe H-E-B au treizième rang du « Top 75 des grands distributeurs d'Amérique du Nord » et, en 2010, le Progressive Grocer nome l'enseigne « Distributeur de l'Année ».
L'entreprise donne 5 % de ses revenus bruts à des œuvres de charité. Elle était considérée comme une entreprise marquée par la religion : jusqu'en 1976, les magasins étaient fermés le dimanche et ne vendaient pas d'alcool,.

## Histoire
L'entreprise fut fondée le 26 novembre 1905 lorsque Florence Butt ouvrit le C.C. Butt Grocery Store  au rez-de-chaussée de la maison familiale à Kerrville au Texas. En 1919, Howard Edward Butt, le plus jeune fils de Florence, reprit le commerce après son retour de la Première Guerre mondiale. Peu après être devenu propriétaire de la petite épicerie de sa mère, Howard tenta quatre extensions au centre du Texas, dont une à Junction, mais toutes échouèrent. Finalement en 1927, Howard ouvrit avec succès un second commerce à Del Rio, suivi par l'achat de trois épiceries dans la basse vallée du Río Grande. Les initiales de Howard E. Butt donnèrent son nom à l'enseigne.
Charles, le plus jeune fils de Howard E. Butt, devint président de H.E. Butt Grocery Company en 1971. Jusqu'en 2010, Charles Butt était président-directeur général de HEB Grocery Company et a permis le développement florissant de l'entreprise faisant passer le bénéfice annuel de 250 millions de dollars en 1971 à 13 milliards de dollars en 2006. En 2010, Craig Boyan fut nommé président et directeur des opérations de H-E-B. En 2011, l'entreprise était classée douzième de la liste Forbes des plus grandes entreprises privées. H-E-B fut également pendant de nombreuses années la plus grande entreprise privée du Texas jusqu'à ce que Dell devienne à son tour privé en 2013.

## Implantation

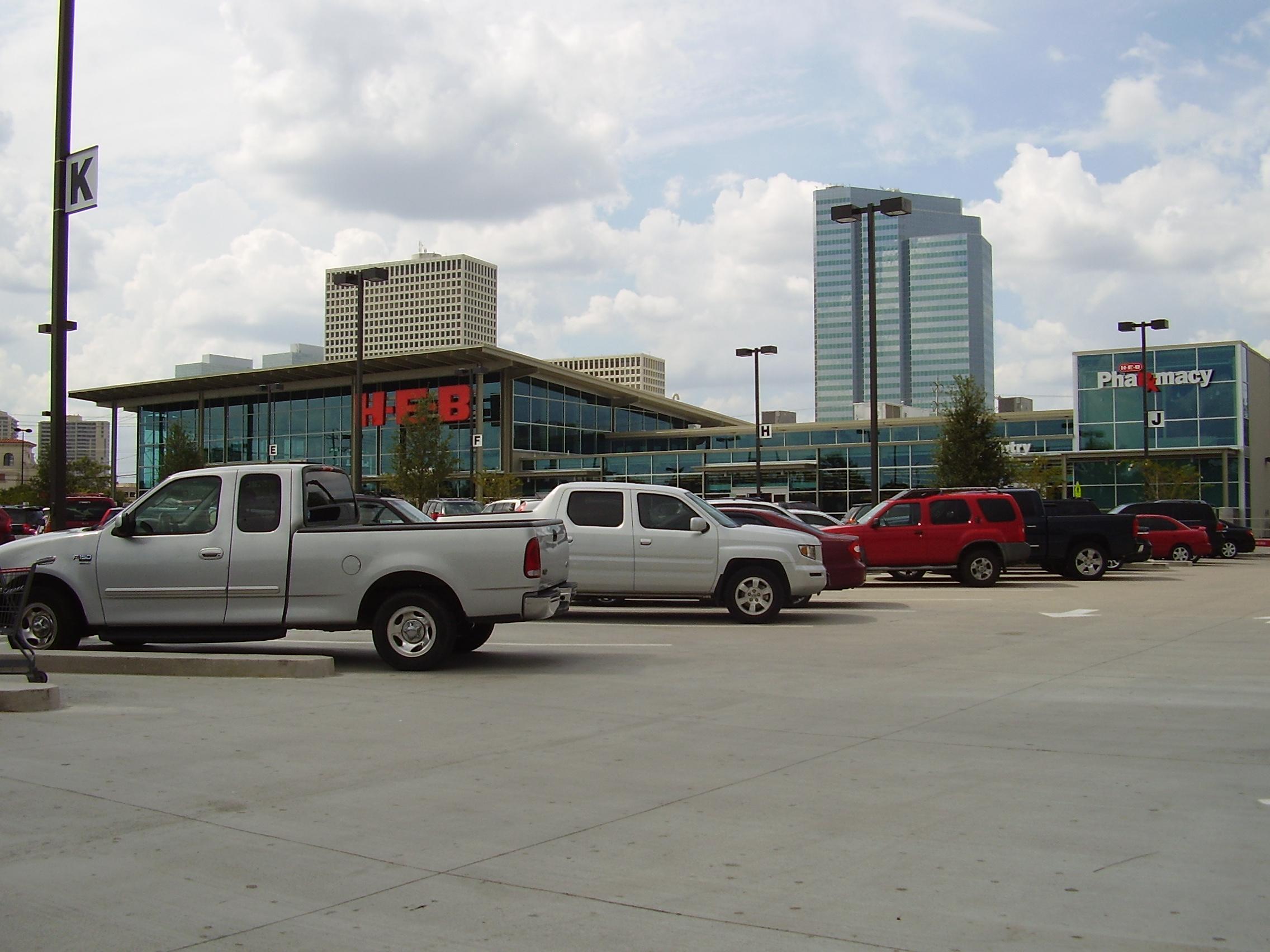
Buffalo Market H-E-B de Houston

Bien que son siège social soit à San Antonio, H-E-B possède plus de 300 emplacements dans plus de 150 villes du Texas,. À la fin de 2010, H-E-B représentait plus de 55 % du marché texan selon le Progressive Grocer,, avec les agglomérations de Corpus Christi, San Antonio, Austin et Houston comme principaux lieux d'implantation. L'entreprise se divise en cinq grandes enseignes: les magasins généraux H-E-B, Central Market, H-E-B Plus!, Mi Tienda et Joe V's Smart Shop. En 2010, l'entreprise annonçait le projet de construction de 19 nouveaux magasins au Texas. H-E-B ouvrit son premier magasin en dehors du Texas en 1996, un H-E-B Pantry d'alimentation générale de 24 000 pieds carrés (2 200 m2) à Lake Charles en Louisiane. Cependant cette expansion fut de courte durée  car ne satisfaisant ni les investisseurs ni la communauté. L'enseigne H-E-B Pantry fut abandonnée en 2000 et l'entreprise ferma son unique magasin de Louisiane en 2003. Récemment H-E-B offrit à ses clients la possibilité de voter sur l'organisation des nouveaux magasins lorsqu'ils sont établis dans de nouvelles villes.
L'entreprise possède plusieurs centres de manufacture au Texas, comprenant l'une des plus grandes usines de traitement de lait et de fabrication de pain du Sud-Ouest des États-Unis. H-E-B fabrique de nombreux produits sous sa propre marque, comprenant du lait, des crèmes glacés, du pain, des en-cas, ou encore des plats préparés. Ces produits sont vendus sous de nombreuses marques, comprenant Central Market Naturals, Central Market Organics, H-E-B, H-E-Buddy, Hill Country Fare, les crèmes glacées H-E-B Creamy Creations, le lait H-E-B Mootopia, ou encore H-E-B Fully Cooked.
Plusieurs magasins possèdent des emplacements pouvant être loués par des tiers. Sont ainsi présents des agences de banques telles que IBC ou Chase Bank, des opérateurs téléphoniques tels que Sprint Nextel ou AT&T, des agences de location de voitures telles que Enterprise Rent-A-Car, des points de restauration rapide comme Panda Express,,.
Les bureaux de H-E-B ont plus d'autorité sur les prises de décision au niveau de chaque magasin H-E-B de San Antonio que Foodarama n'en a sur chaque enseigne de La Fiesta dans cette même ville. Parce que H-E-B est une chaîne régionale, Elizabeth Allen du San Antonio Express-News écrivit de H-E-B qu'elle était plus « agile » que les enseignes nationales comme Albertsons.

### Central Market
En 1994, H-E-B présente son concept de Central Market à Austin. Central Market offre une sélection de produits issus de l'agriculture biologique et de produits internationaux, comprenant une boulangerie de style européen et un large choix de vins et de bières. Cette chaîne est maintenant composée de huit magasins situés à Austin (deux emplacements), Dallas, Fort Worth, Houston, Plano, San Antonio et Southlake.
H-E-B possède également d'autres enseignes de magasin présentant à la fois des produits de distribution générale et des produits de son concept Central Market : le Woodlands Market à The Woodlands dans le comté de Montgomery, le Kingwood Market dans la ville nouvelle  de Kingwood près de Houston, et le Austin-Escarpment au sud d'Austin. Un quatrième magasin ouvrit le 22 mars 2008 à West Lake Hills, et en 2009, le H-E-B de Bee Cave fut réaménagé. Alon Market ouvrit le 17 octobre 2008 à San Antonio. En octobre 2007, H-E-B ouvrit son magasin nommé Cypress Market, se trouvant à l'intersection de la route 290 et de Barker-Cypress. En novembre 2007, le magasin Vintage Market, d'une superficie de 112 000 pieds carrés (10 400 m2) , ouvrit au nord-ouest du comté de Harris dans le Grand Houston. En novembre 2012, H-E-B ouvrit un second magasin à Cypress, le Fairfield Market, se situant à l'intersection de la route 290 et de Mason Road pour approvisionner la ville nouvelle de  Fairfield et ses alentours.

### H-E-B Plus!

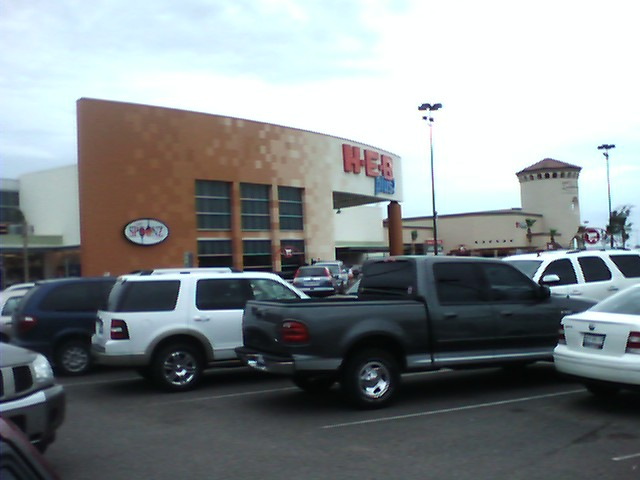
H-E-B Plus! à Laredo

En 2004, l'entreprise lance une nouvelle enseigne, H-E-B Plus!, en trois endroits (à Austin, Corpus Christi et Waco) avec la volonté de proposer une offre plus grande de produits non alimentaires tels que des divertissements et des produits de bricolages et jardinages. L'entreprise ouvrit trois nouveaux magasins en 2005 à Corpus Christi, Round Rock et San Antonio. Les lieux de vente offrent plusieurs nouvelles sections comprenant le Do-It-Yourself (faites-le vous-même) et le Texas Backyard (le jardin du Texas) et augmente significativement les produits des catégories enfant, cartes et fêtes, cosmétique, divertissement, matériel de maison et jouet.
Plusieurs autres magasins ont ouvert par la suite, comprenant les magasins de Flour Bluff, Corpus Christi, Beaumont, Belton, Boerne, Katy, Killeen, Cypress, Victoria, Kyle, Laredo, Leander, Mission, Rio Grande City, San Juan, San Antonio, Midland et Pearland,, et un nouvel établissement était en préparation pour février 2013 à Copperas Cove.

### Mi Tienda

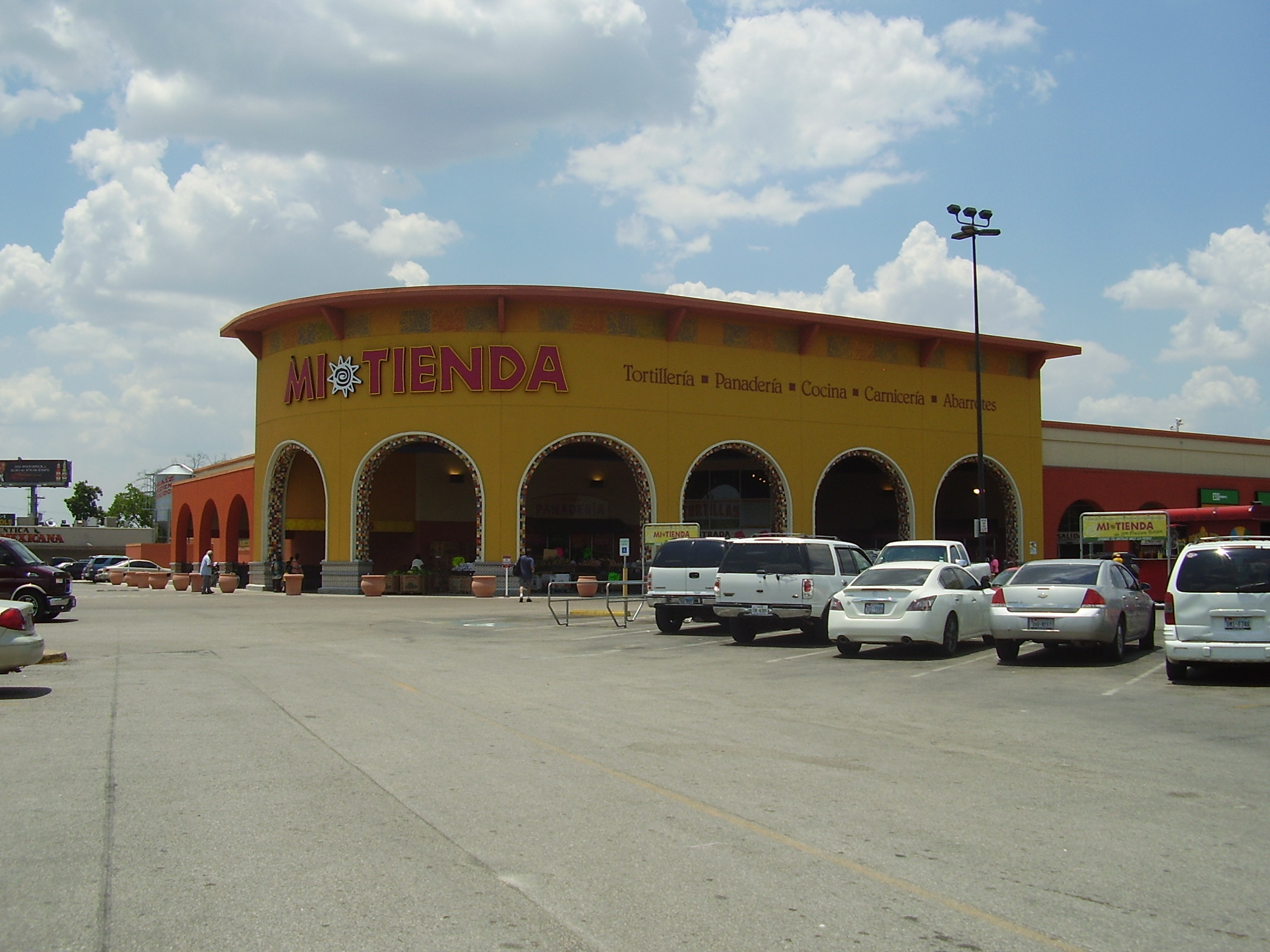
Mi Tienda au nord de Houston

En 2006, H-E-B ouvrit sa première enseigne Mi Tienda à South Houston (à proximité de Pasadena) dans le Grand Houston, un magasin sur la thématique latino,. Mi Tienda, qui signifie en espagnol mon magasin, comprend une boulangerie vendant des produits de style mexicain comme des tortillas fraîchement préparés et une boucheries proposant du poulet, bœuf ou porc marinés. Par ailleurs, Mi Tienda abrite également le restaurant la Coccina (cuisine en espagnol), servant tacos, tamales, et autres spécialités mexicaines, ainsi que le bar Aguas Frescas (eaux fraîches en espagnol) servant des boissons fraîchement préparées.

### Joe V's Smart Shop

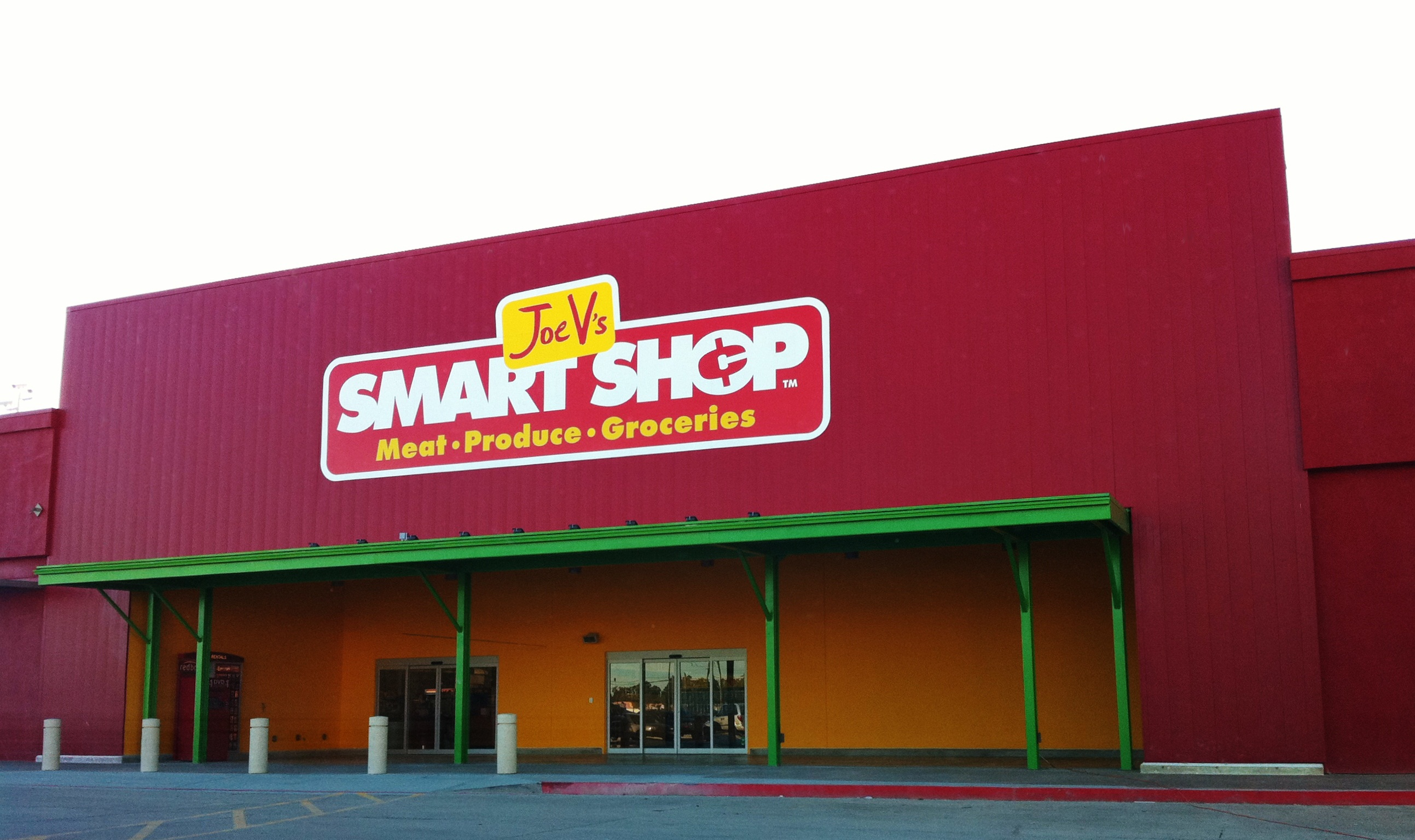
Joe V's Smart Shop au nord-est du comté de Harris

En 2010, H-E-B lance Joe V's Smart Shop, une enseigne de magasin vendant des biens à prix discount basée sur un modèle de type Aldi. Le premier magasin d'une surface de 54 690 pieds carrés (5 100 m2) ouvre dans le nord-est du comté de Harris au Texas près du nord-ouest de Houston. Cette enseigne est plus petite comparée à une enseigne H-E-B classique mais le double d'une enseigne H-E-B Pantry. Un second magasin d'une surface de 65 714 pieds carrés (6 100 m2) ouvre en décembre de la même année, dans le nord-est du comté de Harris. Le nom « Joe V » est tiré du nom d'un cadre de l'entreprise impliqué dans le développement de cette enseigne.

## Mexique
H-E-B a dépassé le milliard de dollars de vente au Mexique en 2012. Un nouvel H-E-B a ouvert à Tampico en 2011 au Mexique.

## Litiges
Dans le milieu des années 1980, les chaînes de magasin Handy Andy et Centeno déposèrent une plainte commune contre H-E-B pour pratiques tarifaires déloyales. H-E-B parvint à un arrangement à l'amiable avec Centeno en 1998 pour un montant de 6,5 millions de dollars et avec Handy Andy pour un montant non révélé,.
H-E-B paya un montant de 12 millions de dollars pour mettre fin à des poursuites accusant la chaîne de grande distribution de fraude au programme Medicaid. Selon la plainte, H-E-B aurait depuis au moins 2006 prétendument soumis au Medicaid texan des montants surévalués concernant des milliers de prescriptions afin d'obtenir des remboursements plus importants.

## Activités de bienfaisance
Historiquement, l'entreprise est connue pour ses donations aux œuvres de charité : 5 % de ses revenus avant taxation sont reversés à des causes telles que l'éducation et les banques alimentaires. Depuis 2000, H-E-B organise annuellement les Excellence in Education Awards, au cours desquels les enseignants et les personnels d'administration et les écoles du Texas sont reconnus par des prix totalisant 500 000 dollars en 2009.
H-E-B organisa la campagne de donations afin d'aider les secours au lendemain de l'explosion de la West Fertilizer Company dans l'Ouest du Texas. L'entreprise donna 50 000 dollars à la Croix-Rouge américaine et mit en place un stand au bénéfice de cette dernière pour obtenir le soutien de la communauté dans cet effort. L'entreprise affirma publiquement que 100 % des donations de cette campagne irait à destination des secours fournis par la Croix-Rouge américaine. H-E-B mit en place également ses unités d'action rapide, déployant la H-E-B Eddie Garcia Mobile Kitchen ainsi qu'une citerne d'eau, permettant la distribution de repas et d'eau aux victimes et aux premiers secours.

## Galerie

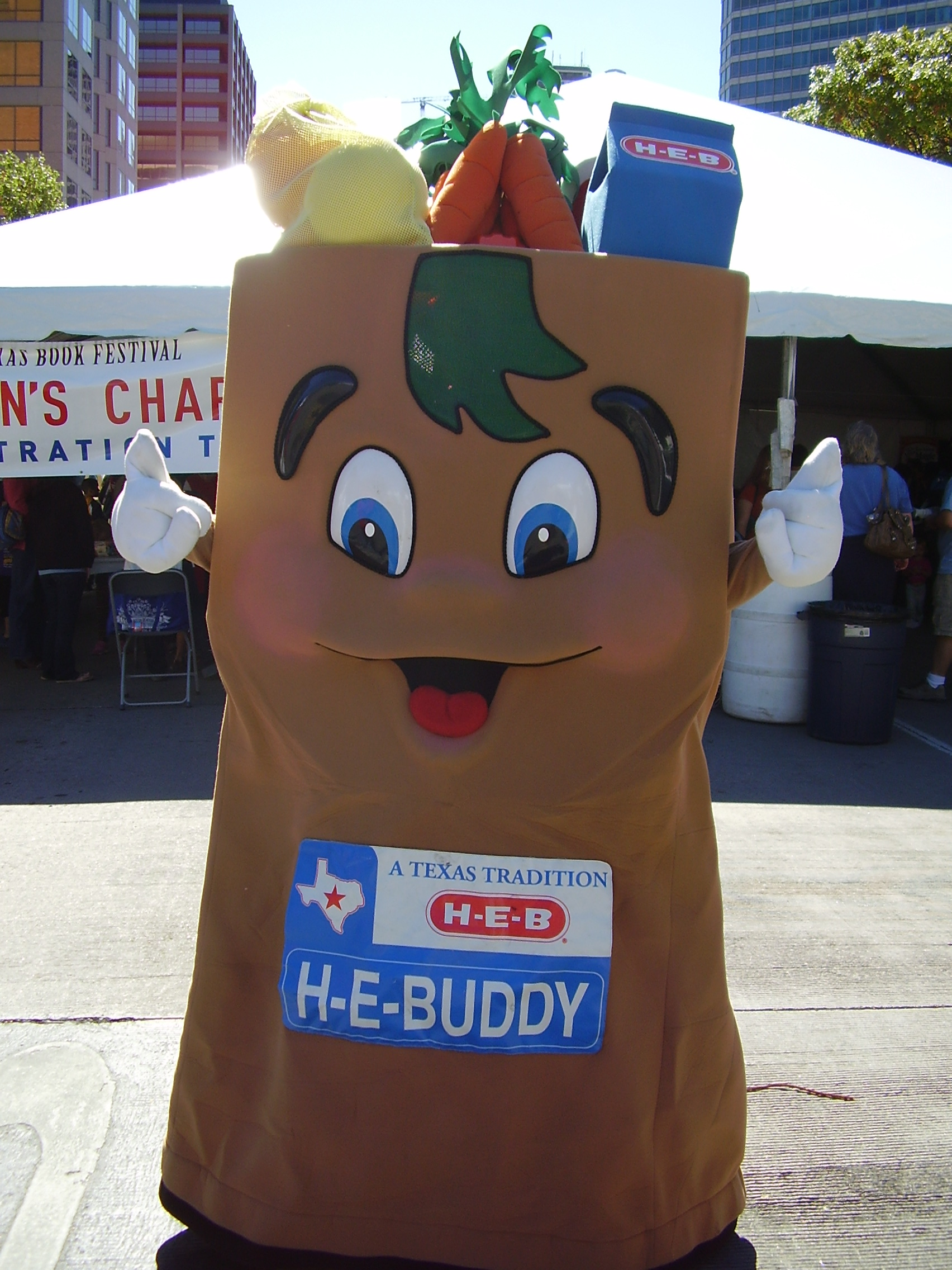
La mascotte H-E-Buddy au Texas Book Festival.